# Аноплоцефал великий
Аноплоцефал великий (Anoplocephala magna) — це вид плоских червів, що належать до родини Anoplocephalidae.
Вид має майже космополітичне поширення.